# Фукс, Рудольф (художник)

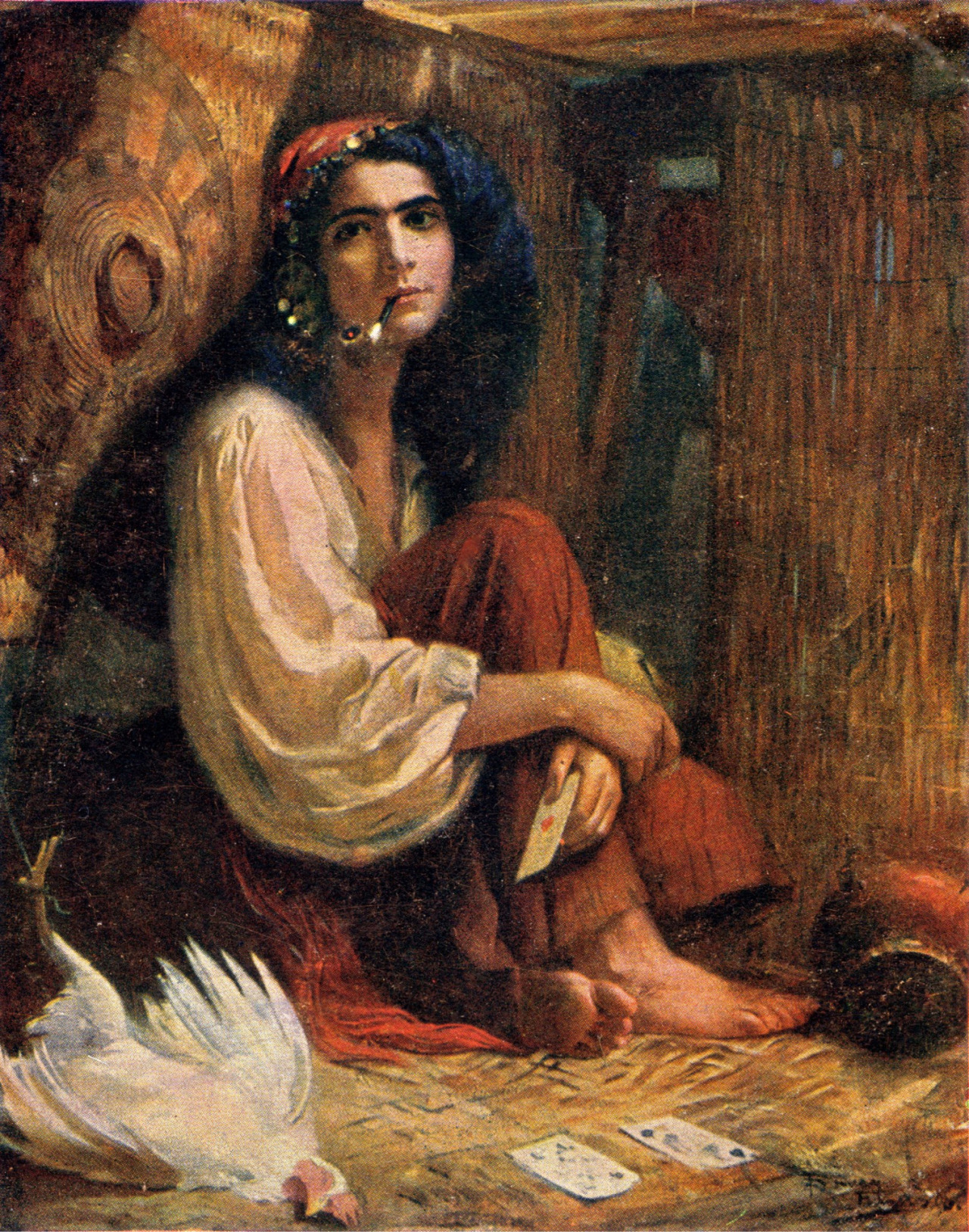
Гадалка

Рудольф Альфред Фукс (нем. Rudolf Fuchs ; 1 марта 1868, Вена — 14 июня 1918, там же) — австрийский художник.

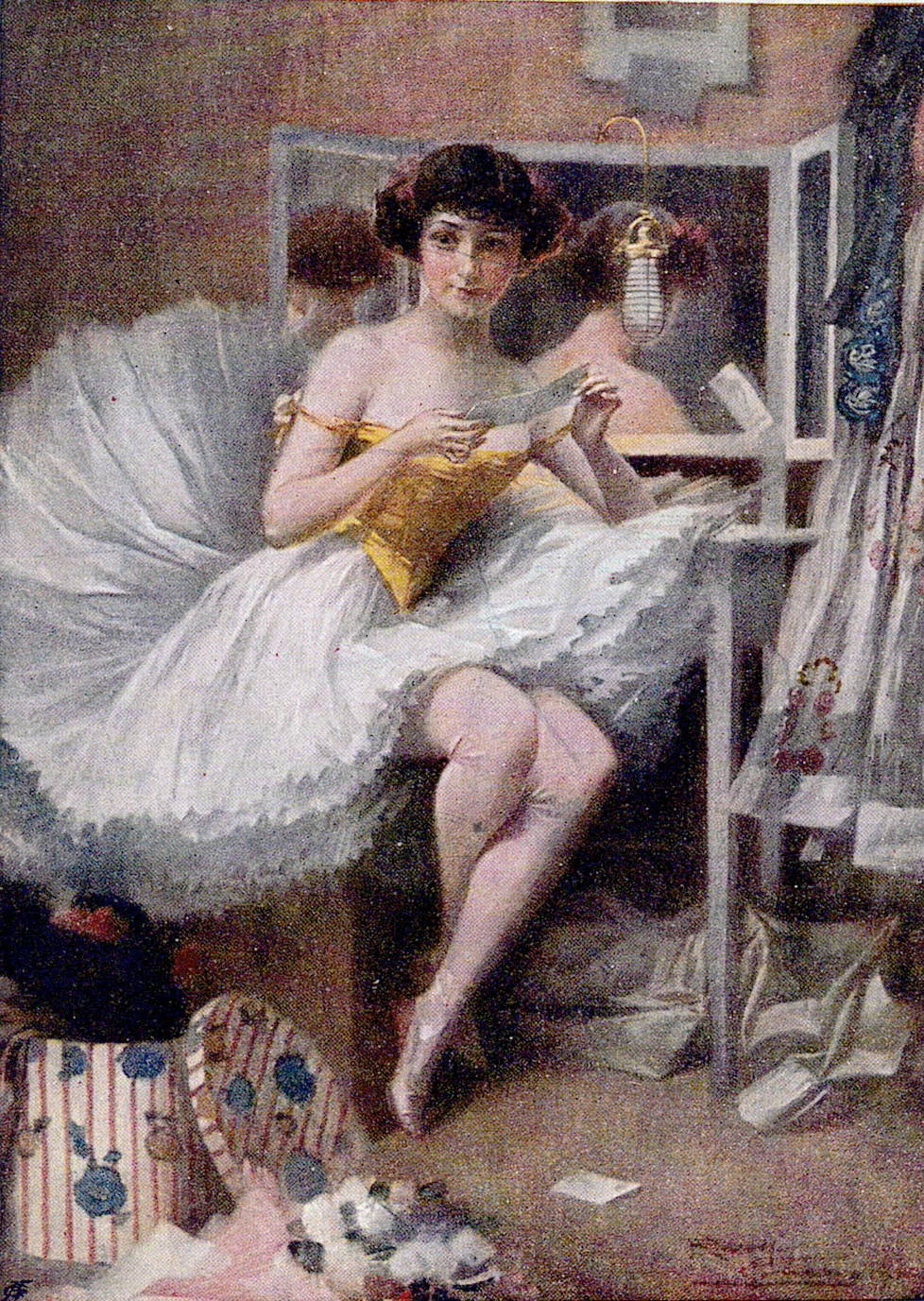
Письмо

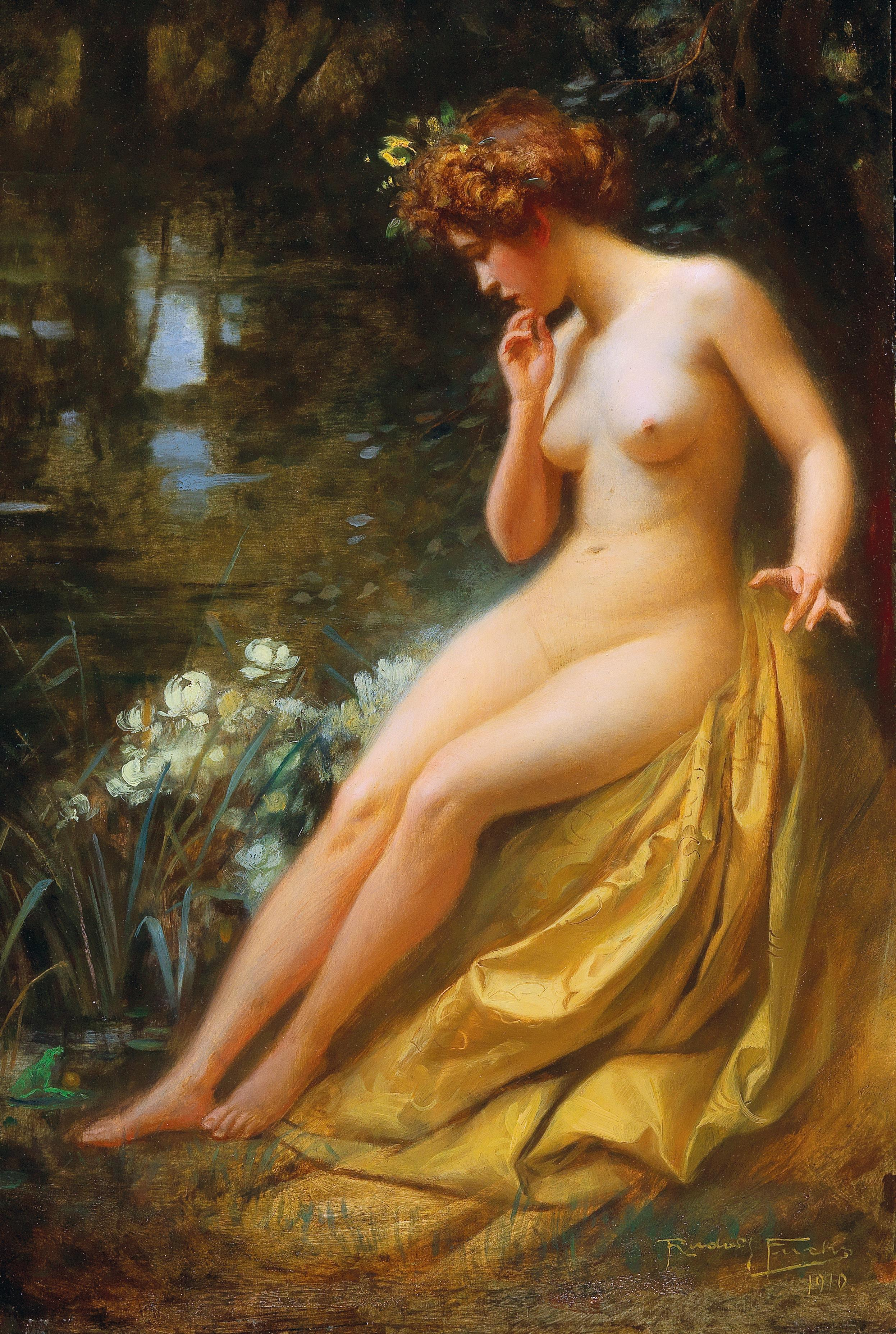
Король лягушек и красавица

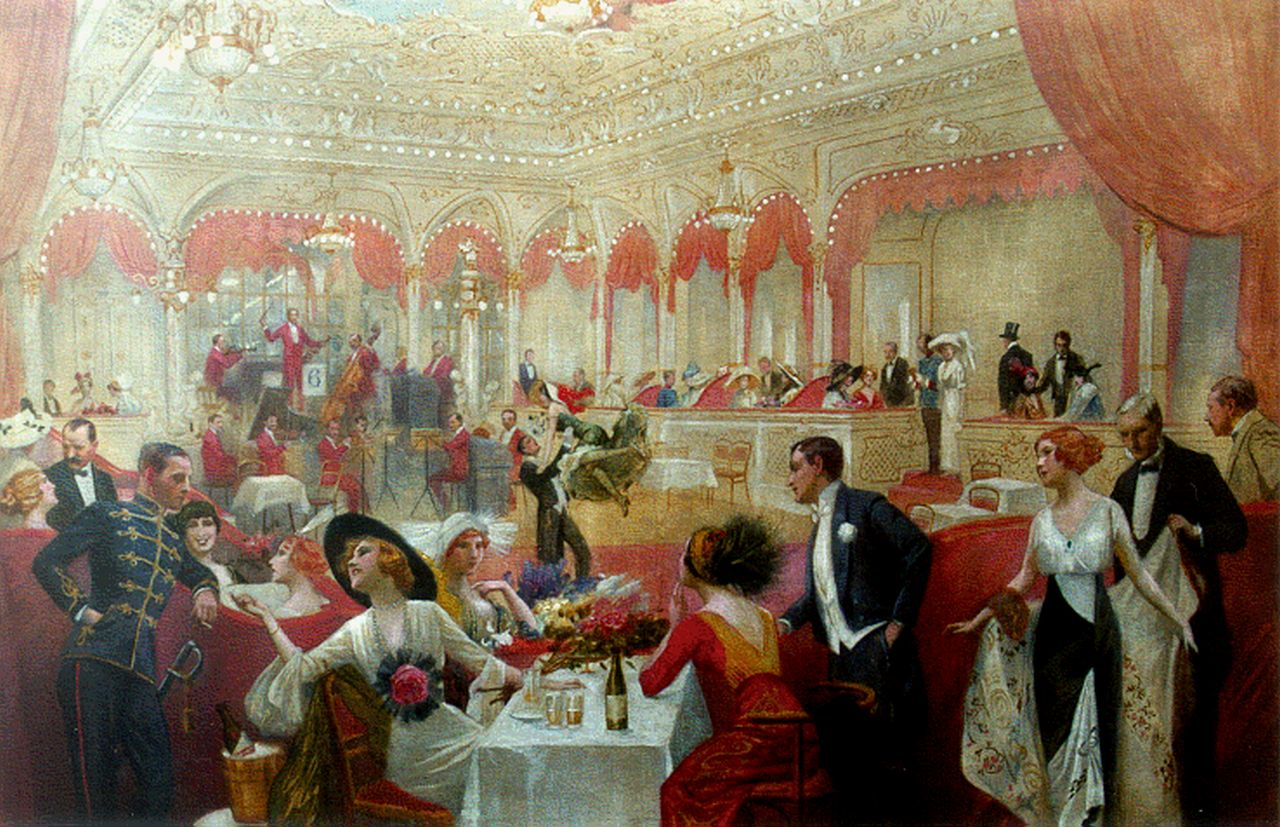
В ресторане

Учился в Венском университете прикладного искусства у Карла Каргера и Рудольфа Рёсслера. Затем работал в Вене свободным художником-портретистом.
Кроме портретов, писал жанровые картины.
Выставлял свои работы в Кюнстлерхаусе (Дом художников в Вене). Умер в возрасте 50 лет.